# 하리 뮐리스
하리 퀴르트 픽토르 뮐리스(네덜란드어: Harry Kurt Victor Mulisch, 하리 쿠르트 빅토르 뮐리스, 하리 멀리쉬, 1927년 7월 29일 - 2010년 10월 30일)는 네덜란드의 작가이다. 30권이 넘는 소설, 희곡, 에세이집, 시집, 철학적 저술 등을 남겼다. 뮐리스의 작품은 20개 이상의 언어로 번역되어 있다.
빌럼 프레데릭 헤르만스, 헤라르트 레버와 함께 뮐리스는 네덜란드 전후 문학의 3대 거성으로 꼽힌다. 뮐리스의 소설 De Aanslag(《습격》)은 1986년 영화화(《한밤의 암살자》)되어 골든 글로브상과 아카데미 상을 수상하였다. 2007년에는 투표로 뮐리스의 1992년작 소설 《천국의 발견》이 '역사상 가장 뛰어난 네덜란드어 책'에 선정되었다. 살아 있을 때에는 유력한 노벨 문학상 후보로 거론되기도 했다.
뮐리스가 받은 수많은 상 중에 가장 권위있는 것은 1995년의 네덜란드 문학상(네덜란드어: Prijs der Nederlandse Letteren)이었다.

## 생애
뮐리스는 하를럼에서 태어나 1957년 아버지가 사망한 직후인 1958년부터 죽을 때까지 암스테르담에서 살았다. 뮐리스의 아버지는 오스트리아-헝가리 제국에서 제1차 세계대전 이후 네덜란드로 이민을 왔다. 제2차 세계대전 도중의 독일 점령기에 뮐리스의 아버지는 압수된 유대인 재산을 다루는 독일 은행에서 일했다. 뮐리스의 어머니 알리스 슈바르츠(Alice Schwarz)는 유대인이었다. 나치에 협력했던 아버지 덕분에 뮐리스와 어머니는 강제수용소 수용을 면했지만, 외할머니는 가스실에서 죽었다. 뮐리스는 대부분 부모의 하녀 프리다 팔크(Frieda Falk)의 손에서 길러졌다. 뮐리스는 스스로, 자신은 단순히 2차대전에 대해서 쓴 것이 아니며, 바로 자신이 2차대전 자체라고 하였다.

## 죽음
뮐리스는 2010년 암스테르담의 집에서 가족이 함께 하는 가운데 사망하였다. 뮐리스의 책을 출판한 출판사는 이 소식을 확인하는 성명을 내보냈다. 죽기 조금 전 뮐리스는 텔레비전에 나왔으며, 옷을 잘 차려입고 방문객들을 맞이하였다. 네덜란드 수상 마르크 뤼터는 뮐리스의 죽음을 '네덜란드어 문학과 네덜란드의 손실'이라고 표현하였다.
문화부 장관 할버 제일스트라는 뮐리스의 사망으로 '세 거성'이 모두 죽었음을 한탄하였다. 뉴욕 타임스의 멀리스 사이먼스는 "도덕적이고 철학적인 주제에 대해 명료하게 글을 쓰는 능력으로 뮐리스는 네덜란드에서 매우 영향력 있는 인사가 되었고 해외에서도 인정을 받았다"고 언급하였다. The L 매거진의 마크 애쉬는 뮐리스 소설의 영어 번역본을 인용하면서 그를 '네덜란드의 가장 위대한 작가', '네덜란드의 가장 중요한 전후 작가'로 칭했다.

## 작품
뮐리스는 본인의 소설 De Aanslag(《습격》)에 기반한 영화 《한밤의 암살자》로 국제적인 명성을 얻었다. 이 영화는 아카데미 상과 골든 글로브상의 최우수 외국어영화상을 수상하였고, 소설은 스무 개 이상의 언어로 번역되었다.
뮐리스의 소설 《천국의 발견》은 걸작으로 꼽히는데, 네덜란드어 독자들을 대상으로 하는 2007년 신문 투표에서 '역사상 가장 뛰어난 네덜란드어 책'으로 선정되었다. 뮐리스가 죽었을 때 암스테르담의 변호사인 페터르파울 스파냐르트(32)는 이 소설에 대해 다음과 같이 언급했다. "이 책은 우리 세대를 만든 책입니다. 우리를 독서에 빠져들게 했지요." 이 책은 2001년 예룬 크라베 감독에 의해 《디스커버리 오브 헤븐》으로 영화화되었다.

## 작품의 주제
제2차 세계대전은 뮐리스 작품에 자주 등장하는 주제이다. 뮐리스의 아버지는 전쟁 동안 독일을 위해 일했고, 전쟁이 끝난 후 삼 년 동안 감옥살이를 했다. 전쟁은 뮐리스의 성장기 대부분에 걸쳐 있었으므로, 뮐리스의 삶과 작품에 결정적인 영향을 주게 된 것이다. 1963년 뮐리스는 아이히만 재판에 대한 논픽션 하나(De Zaak 40/61)를 썼다. 2차대전이 배경인 주요 작품들은 De Aanslag, Het stenen bruidsbed, Siegfried 등이 있다. 이 중 Siegfried는 왜 그렇게나 많은 독일인들이 히틀러의 카리스마에 반응했는가를 검토하려는 시도이다.
뮐리스는 고대 전설이나 신화를 작품에 삽입할 때가 많다. 그 범위는 그리스 신화(예로 De Elementen에서)부터, 유대 신비주의(예로 《천국의 발견》과 De Procedure에서), 도시전설, 정치학적인 주제에까지 이른다.(뮐리스는 정치적으로 좌파였으며, 한때 피델 카스트로에게 책을 헌정하기도 했다) 또한 (비평가들에 따르면) 뮐리스는 작품에 과학적이고 철학적인 지식을 삽입하여 이를 과시하기도 한다.

## 작품 목록
- Archibald Strohalm (1952, 장편소설)
- Tussen hamer en aambeeld (1952, 중편소설)
- Chantage op het leven (1953, 단편소설)
- De Diamant (1954, 장편소설)
- De Sprong der Paarden en de Zoete Zee (1955, 장편소설)
- Het mirakel (1955, 단편집)
- Het Zwarte licht (1957, 장편소설)
- Manifesten (1958, 에세이집)
- Het Stenen Bruidsbed (1959, 장편소설)
- Tanchelijn (1960, 희곡)
- De knop (1961, 희곡)
- Voer voor Psychologen (1961, 자서전)
- Wenken voor de bescherming van uw gezin en uzelf, tijdens de Jongste Dag (1961, 에세이집)
- De Zaak 40/61 (1963, 아이히만 재판 보고서)
- Bericht aan de Rattenkoning (1966, 1960년대 암스테르담의 프로보스 반란에 관한 에세이)
- Wenken voor de Jongste Dag (1967, 에세이집)
- Het woord bij de daad (1968, 에세이집)
- Reconstructie (1969, 에세이집)
- Paralipomena Orphica (1970, 에세이집)
- De Verteller (1970, 장편소설)
- De Verteller verteld: Kommentaar, Katalogus, Kuriosa en een Katastrofestuk (1971, De Verteller에 관한 에세이)
- De toekomst van gisteren (1972, 작가가 쓸 수 없는 책에 관한 에세이)
- Oidipous Oidipous (1972, 희곡)
- Woorden, woorden, woorden (1973, 시집)
- De vogels (1974, 시집)
- Mijn Getijdenboek (1975, 자서전)
- Tegenlicht (1975, 시집)
- Kind en Kraai (1975, 시집)
- Twee Vrouwen (1975, 장편소설) (영화화)
- Oude Lucht (1977)
- Opus Gran (1982, 시집)
- De Aanslag (1982, 장편소설) (1986년 《한밤의 암살자》로 영화화)
- De Kamer (1984)
- Hoogste Tijd (1985, 장편소설)
- De Pupil (1987, 장편소설)
- De Elementen (1988, 장편소설)
- De Ontdekking van de Hemel (한국어 역 《천국의 발견》, 1992, 장편소설) (2001년 《디스커버리 오브 헤븐》으로 영화화)
- De Procedure (1999, 장편소설)
- Het Theater, de brief en de waarheid (2000, 장편소설)
- Siegfried (2001, 장편소설)

## 수상 목록

### 훈장
- 1977: 오라녜나사우 5등 훈장 (네덜란드)
- 1992: 오라녜나사우 4등 훈장 (네덜란드)
- 1997: 네덜란드 사자 2등 훈장 (네덜란드)
- 2001: 프랑스 예술문화 3등 훈장 (프랑스)
- 2002: 독일 연방 공화국 3등 공로훈장 (독일)

### 상
- 1951: archibald strohalm으로 레이나 프린선 헤를리흐스 상 수상
- 1957: Het Zwarte licht로 더 베옌코르프 문학상 수상
- 1957: archibald strohalm으로 안네 프랑크 상 수상
- 1961: 종합적인 문학적 성취로 아토스 상 수상
- 1961: Tanchelijn으로 ANV-피서르 네를란디아 상 수상
- 1963: De Zaak 40/61로 페이베르버르크 상 수상
- 1977: 종합적인 문학적 성취로 콘스탄테인 하위헌스 상 수상
- 1977: 세스토다 상 수상
- 1977: 종합적인 문학적 성취로 P.C.호프트 상 수상
- 1986: Het Zwarte licht로 심해 상(딥제이 상) 수상
- 1993: 《천국의 발견》으로 물타툴리 상 수상
- 1993: 《천국의 발견》으로 메카 상 수상
- 1995: 일생 동안의 모든 작품으로 네덜란드 문학상 수상
- 1999: De Procedure로 리브리스 문학상 수상
- 1999: 《천국의 발견》으로 장 모네 유럽 문학상 수상 (프랑스)
- 2003: Siegfried로 잉크타프 상 수상
- 2003: 플라이아노 상 수상 (이탈리아)
- 2007: Siegfried로 젊은 유럽 독자상(프랑스어: Prix européen des jeunes lecteurs) 수상 (프랑스)
- 2007: 암스테르담 대학교 명예 박사학위 수여
- 2007: 노니노 상 수상 (이탈리아)
- 2009: 일생 동안의 모든 작품으로 황금세기상 수상

## 뮐리스의 이름이 붙은 미행성
미행성(planetoid) 10251 뮐리스에는 뮐리스를 기려 그의 이름이 붙어 있다. 이는 2006년 10월 12일 작명되었다.

### 사망 기사
- 데일리 텔레그래프
- 뉴욕 타임스